# Siconemoides disarmatus
Siconemoides disarmatus is een rondwormensoort uit de familie van de Ungellidae. De wetenschappelijke naam van de soort is voor het eerst geldig gepubliceerd in 1967 door Timm.